# Seduced: Inside the NXIVM Cult
Seduced: Inside the NXIVM Cult es una miniserie documental estadounidense del género crimen verdadero que gira en torno al culto NXIVM y su líder Keith Raniere mientras India Oxenberg lucha por dar sentido a su experiencia dentro del culto. Consta de cuatro episodios y se estrenó el 18 de octubre de 2020 en Starz.

## Sinopsis
Seduced: Inside the NXIVM Cult «sigue a India Oxenberg mientras lucha por dar sentido a su experiencia dentro de NXIVM, una organización de autoayuda que resultó ser una secta, examinando su propia culpabilidad y los abusos que le infligió su líder, Keith Raniere. Barry Meier, Janja Lalich, Rick Alan Ross y Catherine Oxenberg aparecen en la serie, junto con otras mujeres que comparten sus historias y experiencias dentro del culto».

## Episodios
| N.º | Título                        | Dirigido por | Escrito por                     | Fecha de emisión original | Audiencia (millones) |
| --- | ----------------------------- | ------------ | ------------------------------- | ------------------------- | -------------------- |
| 1 | «Hooked» «Seducida»           | Cecilia Peck | Cecilia Peck & Inbal B. Lessner | 18 de octubre de 2020     | 0,121                |
| India Oxenberg, hija de 28 años de la actriz Catherine Oxenberg, habla por primera vez sobre su participación en NXIVM y cómo se convirtió en una «esclava sexual marcada». |                               |              |                                 |                           |                      |
| 2 | «Indoctrinated» «Adoctrinada» | Cecilia Peck | Cecilia Peck & Inbal B. Lessner | 25 de octubre de 2020     | 0,166                |
| El programa de estudios de NXIVM transforma gradualmente a India en una verdadera creyente.                                                                                 |                               |              |                                 |                           |                      |
| 3 | «Enslaved»                    | Cecilia Peck | Cecilia Peck & Inbal B. Lessner | 1 de noviembre de 2020    | 0,112                |
| 4 | «Exposed»                     | Cecilia Peck | Cecilia Peck & Inbal B. Lessner | 8 de noviembre de 2020    | 0,176                |

## Producción
India Oxenberg fue una antigua miembro de NXIVM, una organización de autoayuda ubicada en Albany, Nueva York, dirigida por Keith Raniere, de la que Oxenberg salió en 2018. Oxenberg inicialmente rechazó las solicitudes de los medios de comunicación, después de asistir a la terapia Oxenberg sintió que tenía que hablar y compartir su historia. Oxenberg se reunió con los cineastas Cecilia Peck e Inbal B. Lessner quienes fueron reclutados por NXIVM, y decidió participar en el proyecto. Oxenberg había decidido previamente no participar en The Vow para HBO, ya que no estaba preparada para compartir su historia, y no veía el proyecto como una competencia.

## Lanzamiento

### Distribución
En Latinoamérica, se estrenó el 18 de octubre de 2020 en Starz Play. En España se estrenará el 15 de noviembre de 2020 en Starz Play.